# Estancarbon
Estancarbon (okzitanisch Estanhcarbon) ist eine französische Gemeinde mit 615 Einwohnern (Stand: 1. Januar 2022) im Département Haute-Garonne in der Region Okzitanien; sie ist Teil des Arrondissements Saint-Gaudens und des Kantons Saint-Gaudens. Die Einwohner werden Estancarbonais genannt.

## Geografie
Estancarbon liegt in der historischen Provinz Comminges am Fuß der Pyrenäen und am Ufer der Garonne, etwa 80 Kilometer südwestlich von Toulouse. Umgeben wird Estancarbon von den Nachbargemeinden Landorthe im Norden, Savarthès im Norden und Nordosten, Labarthe-Inard im Osten, Pointis-Inard im Süden und Südosten, Miramont-de-Comminges im Süden und Südwesten sowie Saint-Gaudens im Westen.

## Bevölkerungsentwicklung
| Jahr                       | 1962 | 1968 | 1975 | 1982 | 1990 | 1999 | 2006 | 2017 |
| -------------------------- | ---- | ---- | ---- | ---- | ---- | ---- | ---- | ---- |
| Einwohner                  | 314  | 313  | 398  | 465  | 509  | 530  | 542  | 606  |
| Quellen: Cassini und INSEE |      |      |      |      |      |      |      |      |

## Sehenswürdigkeiten
- Kirche Notre-Dame
- Burg Mariande aus dem 14./15. Jahrhundert

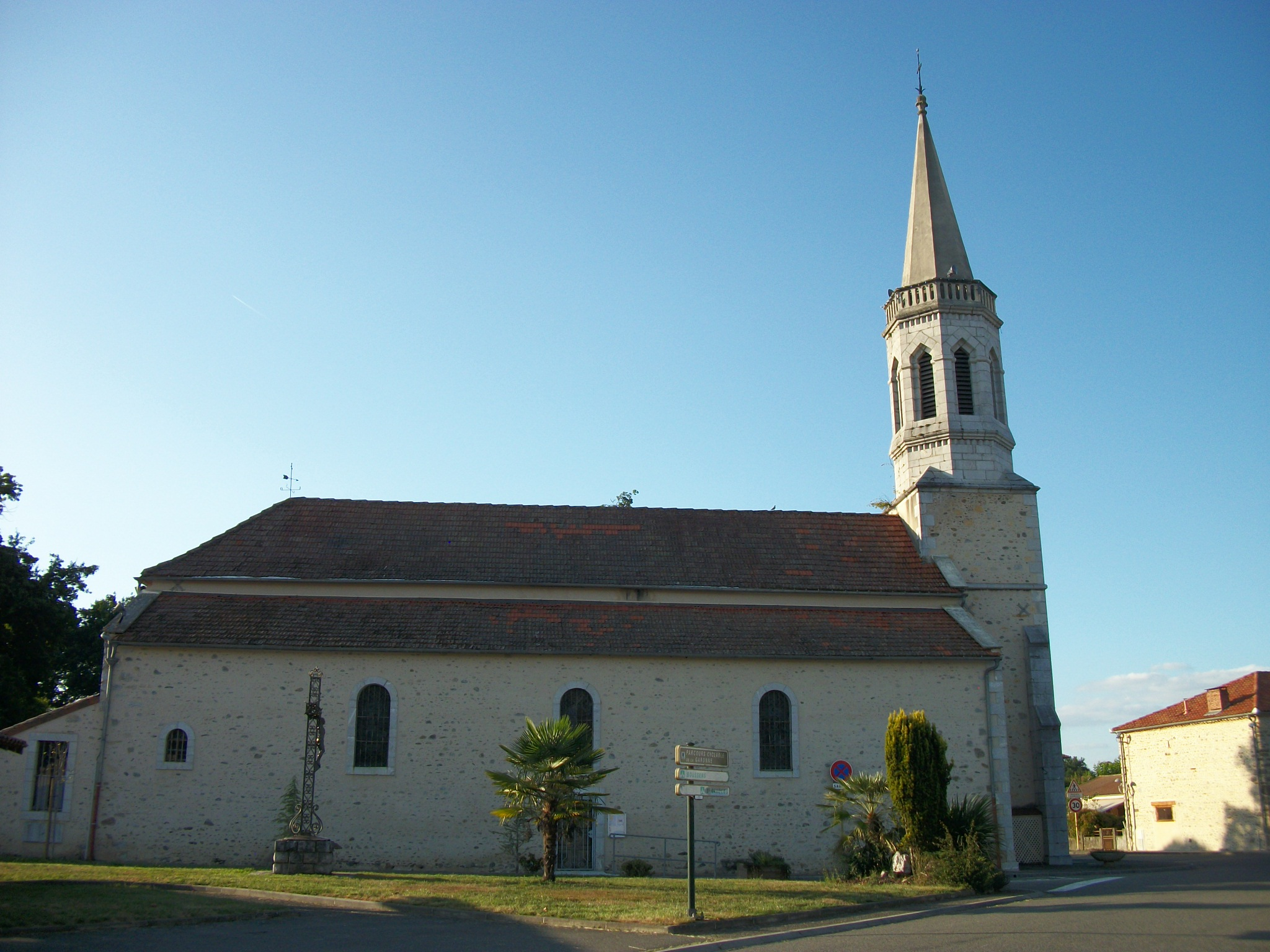
Kirche Notre-Dame
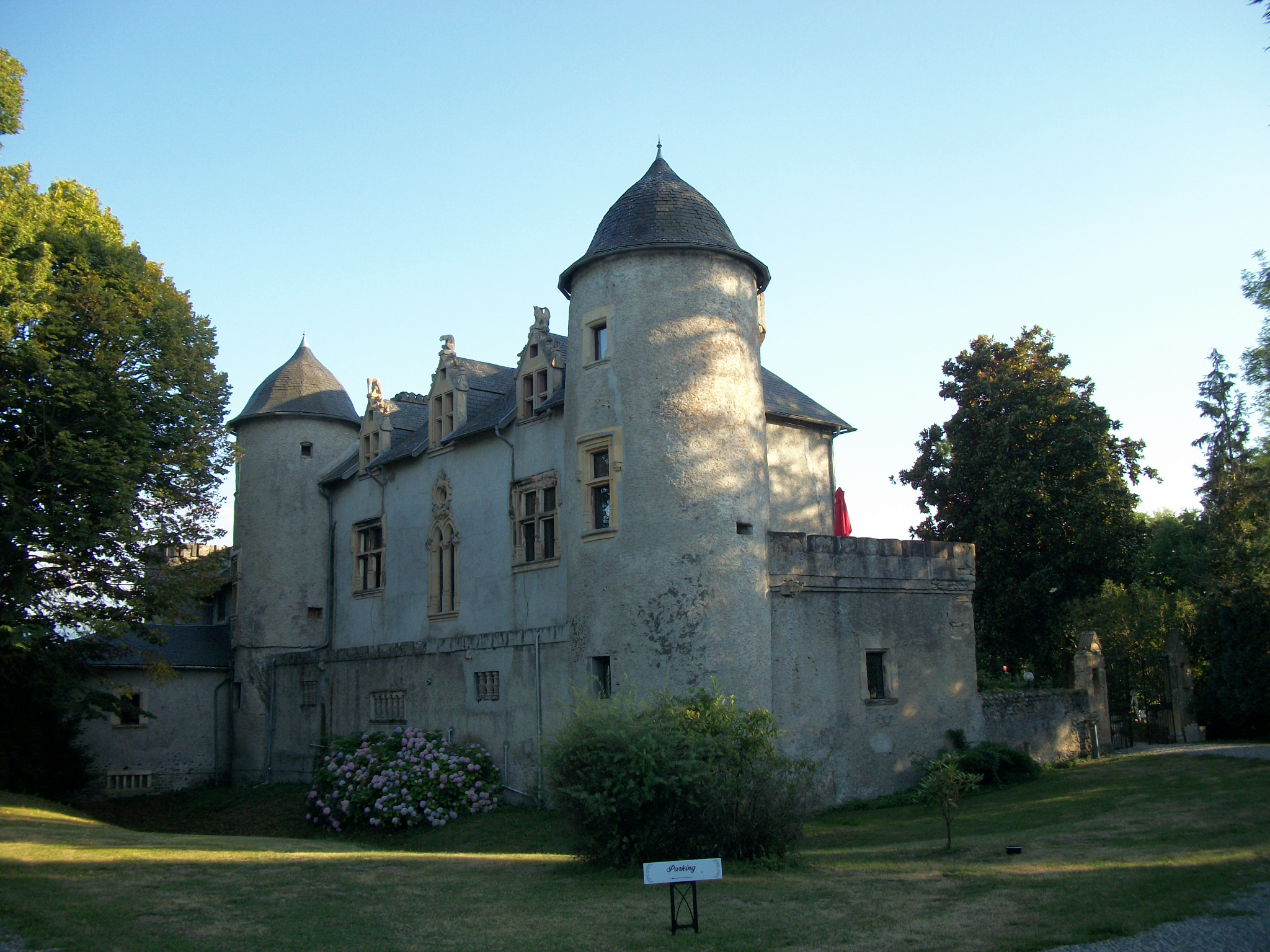
Burg Mariande
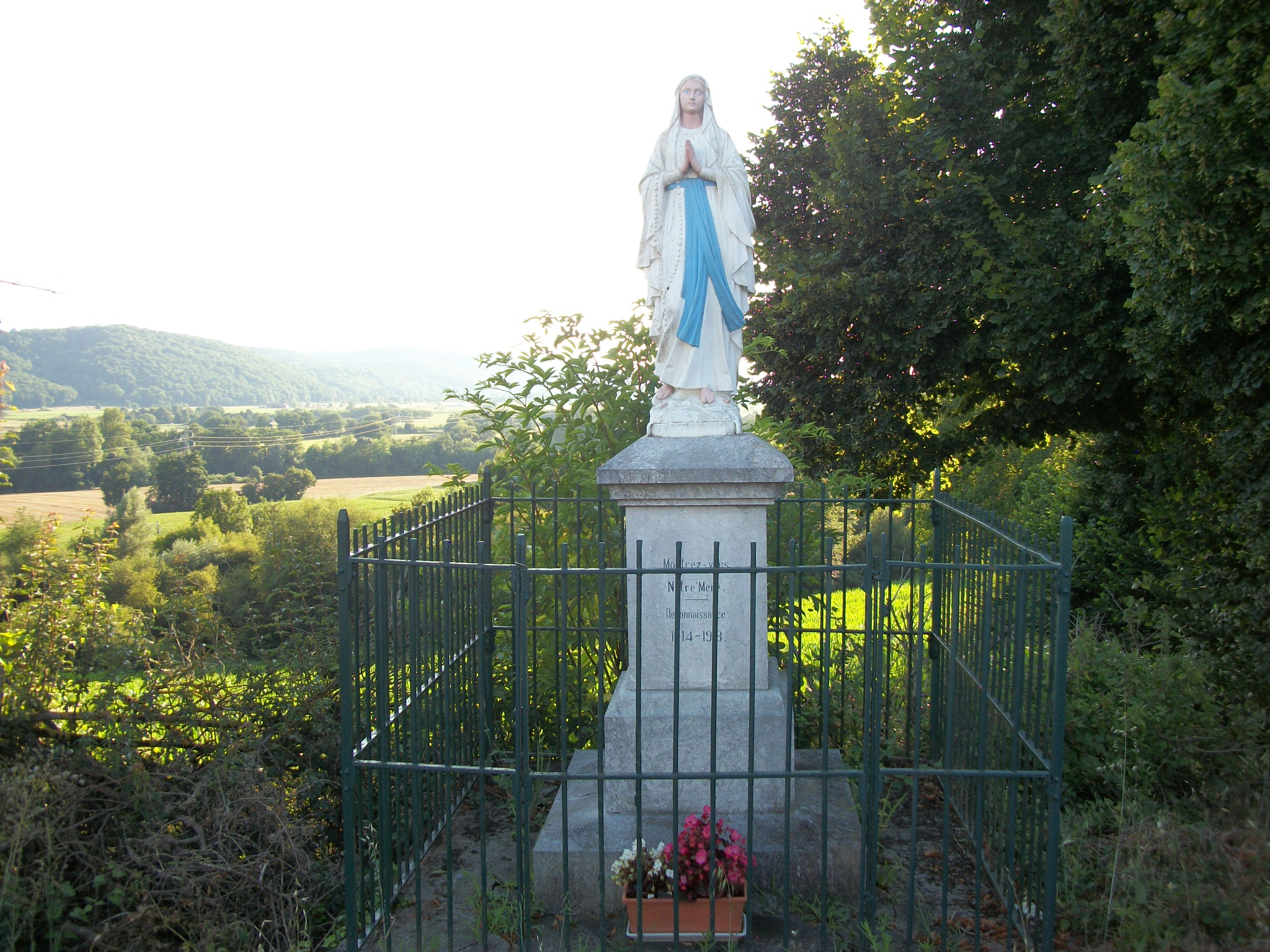
Marienstatue
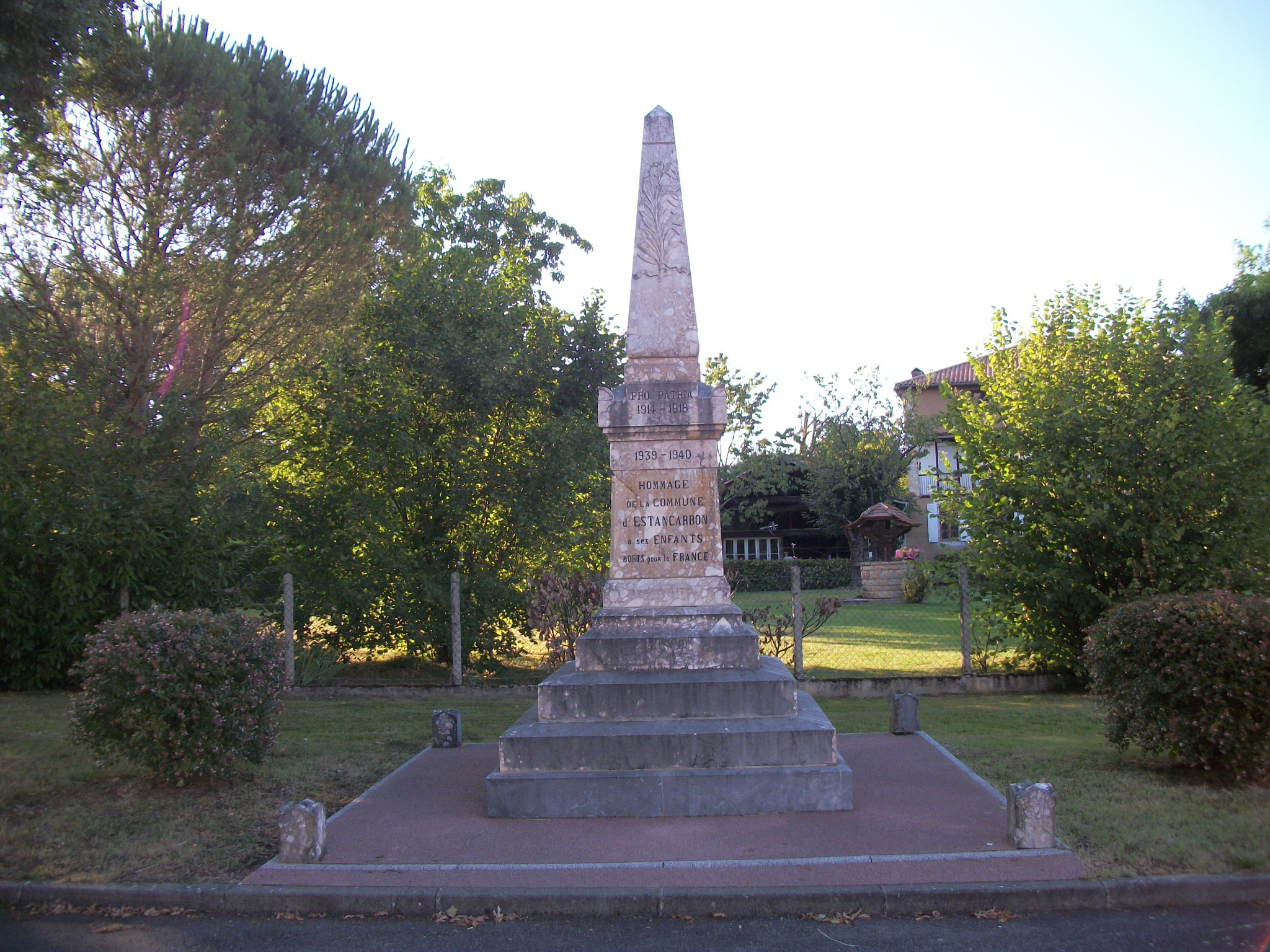
Gefallenendenkmal
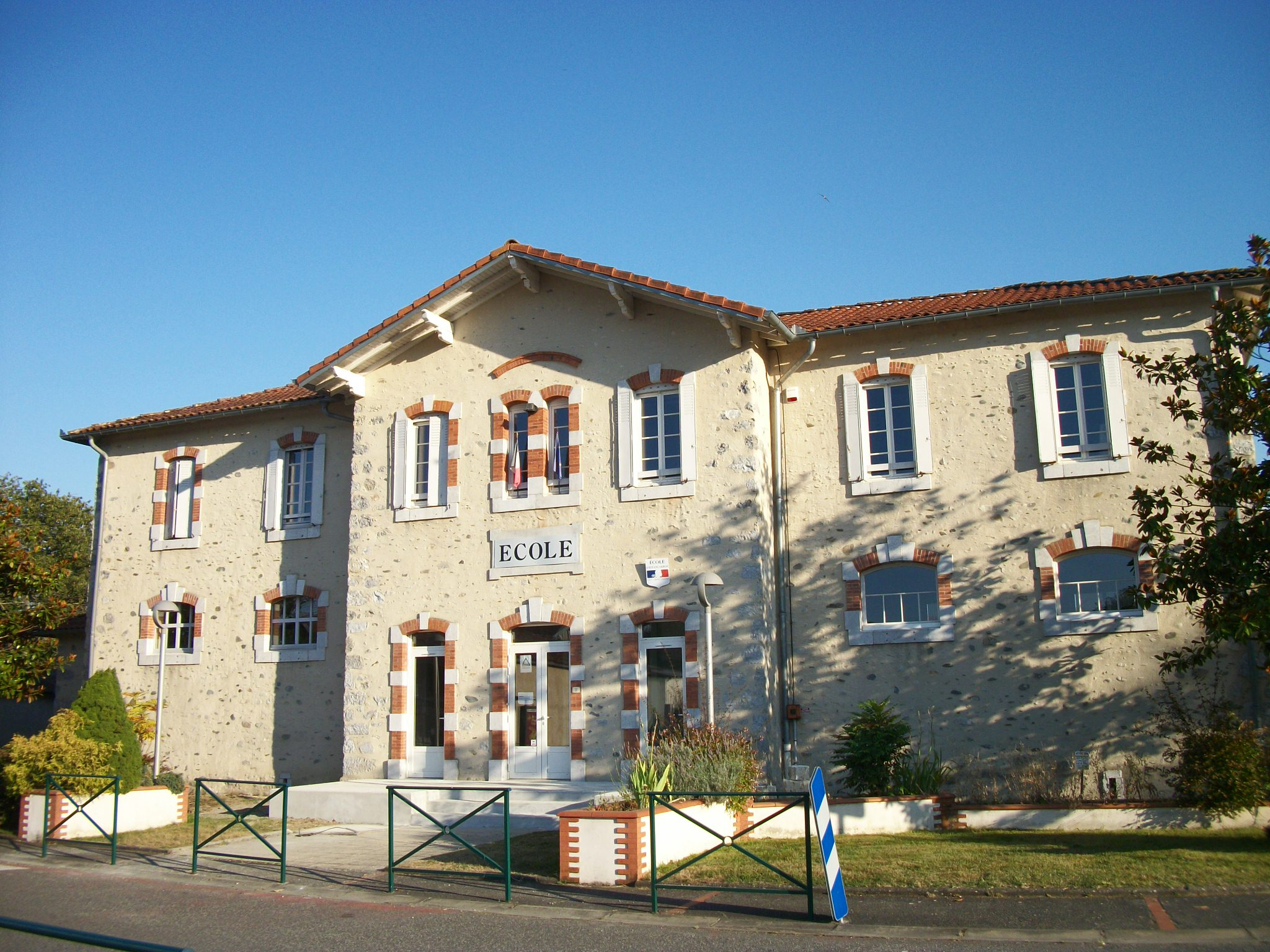
Grundschule